# Erich Schulz (Radsportler)

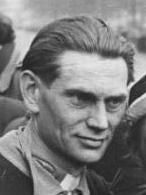
Erich Schulz (1952)

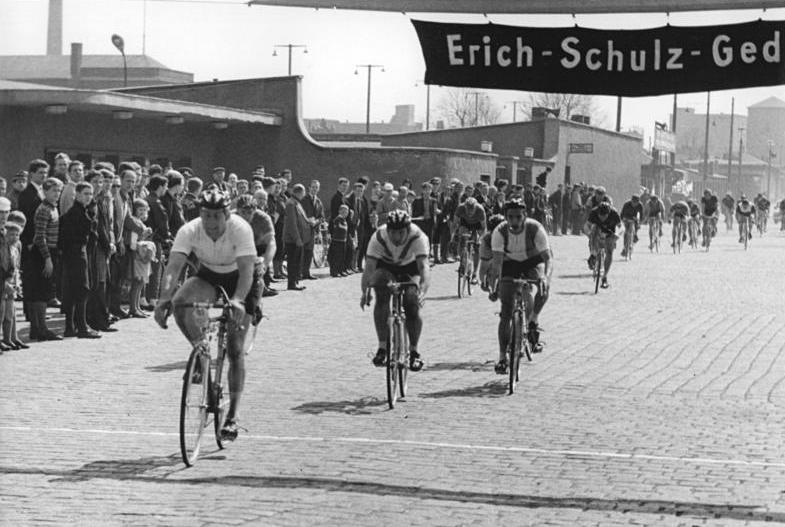
Die ersten drei des Erich-Schulz-Gedenkrennens 1966 (v. l. n. r.): Erhard Hancke, Siegfried Köhler und Wolfgang Schmelzer.

Erich Schulz (* 14. April 1914 in Berlin; † 11. Juli 1956 in Höhnstedt) war ein deutscher Radrennfahrer.

## Sportliche Laufbahn

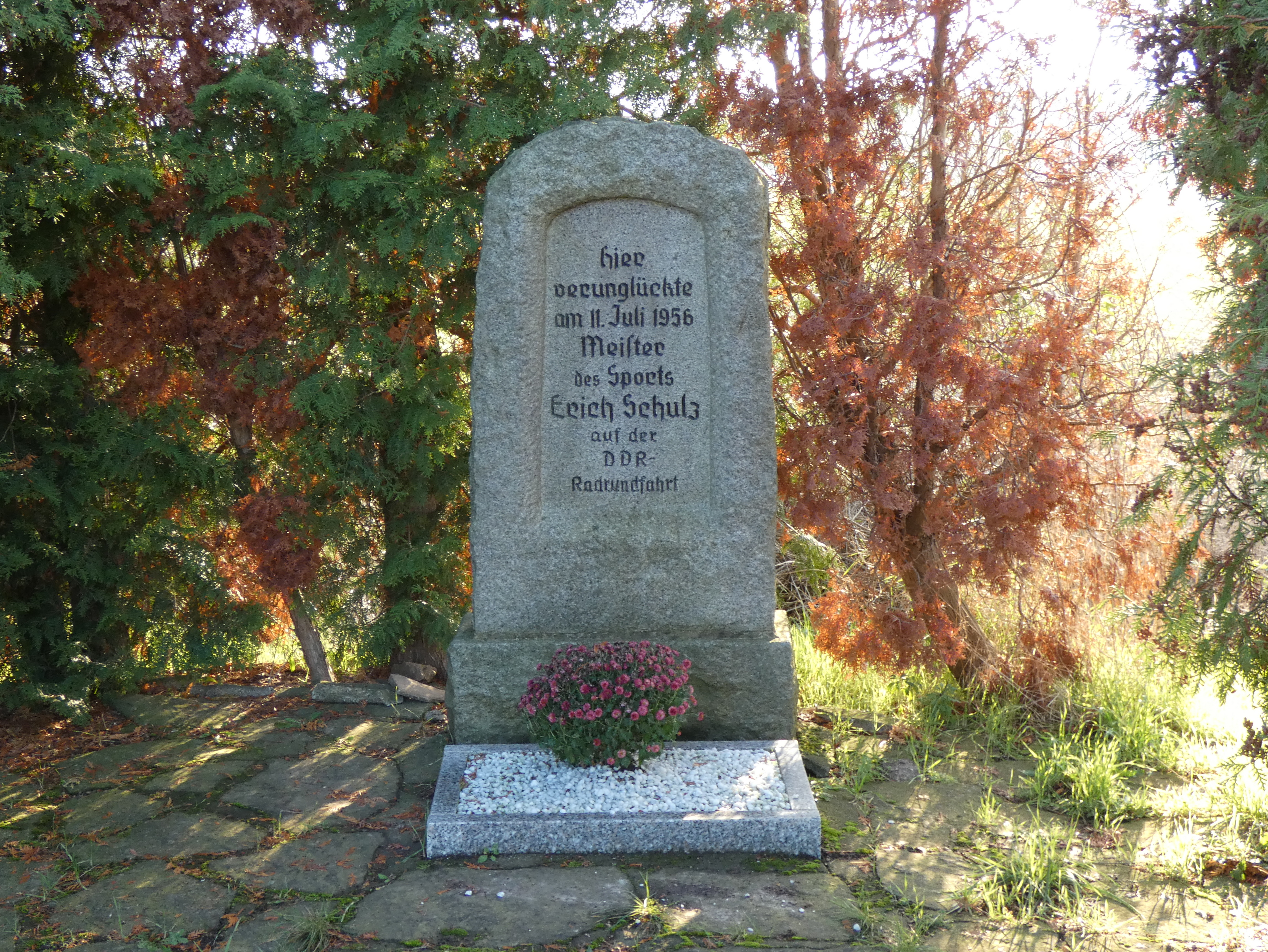
Gedenkstein an der Stelle seines tödlichen Unfalls

Schulz begeisterte sich bereits als Kind für den Radsport, er trug Zeitungen aus, um sich den Traum vom eigenen Fahrrad zu erfüllen. Es dauerte bis in die Zeit seiner kaufmännischen Lehre, bis er sich ein echtes Rennrad leisten konnte. So ausgerüstet schloss er sich dem RV Arminius in Berlin an, wo unter anderen auch Rudi Risch trainierte.
Schon vor dem Zweiten Weltkrieg war Erich Schulz als Radrennfahrer erfolgreich. Als 15-Jähriger errang er beim Jahresabschlussrennen 1930 seinen ersten Sieg. Im Folgejahr dominierte er in den Rennen seiner Altersklasse, so dass er den inoffiziellen Titel des deutschen Jugendmeisters erhielt. Sehr früh (mit 17 Jahren) startete er für seinen Verein bei den deutschen Meisterschaften im Mannschaftszeitfahren. Zwar belegten die Arminen den zweiten Platz, Schulz war nach dem Rennen jedoch so erschöpft, dass er eine fast einjährige Pause vom Rennsport einlegen musste.  Während seiner Zeit bei der Wehrmacht musste er seine Radsportbegeisterung mit drei Tagen „Bau“ büßen, da er während eines Urlaubes in Zivil ein Radrennen bestritten hatte. Aus dem Krieg nach Berlin zurückgekehrt, litt er unter einer Magenerkrankung, so dass es zunächst nicht möglich schien, die Sportler-Karriere fortzuführen. Doch die Krankheit wurde geheilt, und der „Eiserne Ete“ konnte wieder Leistungsradsport betreiben. Seinen ersten Nachkriegssieg feierte Schulz für die Berliner Radrennsparte Friedrichshain beim Lichterfelder Dreiecksrennen.
Von 1950 bis 1956 gehörte Erich Schulz zu den herausragenden Persönlichkeiten des DDR-Radsports. 1950 wurde er mit der SG Semper (vormals RS Friedrichshain) DDR-Meister im Mannschaftszeitfahren, gewann die Harzrundfahrt und belegte den dritten Platz bei der DDR-Rundfahrt. Schulz siegte 1951 zum Saisonauftakt im Rennen Berlin–Bad Freienwalde–Berlin, 1954 war er erneut erfolgreich.
1952 gewann er die Gesamtwertung der DDR-Rundfahrt sowie die Eintagesrennen Berlin–Leipzig, Berlin–Cottbus–Berlin 1952, Berlin–Frankfurt (Oder)–Berlin, Berlin–Oderberg–Berlin, Rund um den Petersberg sowie Rund um Meißen. Zu Beginn der Radsportsaison 1952 war er von der SG Semper zur BSG Post Berlin gewechselt. Das Traditionsrennen Rund um Berlin gewann er 1953. 1955 erreichte er bei der DDR-Rundfahrt den zweiten Platz. 1953 und 1954 war er Kapitän der DDR-Mannschaft bei der Internationalen Friedensfahrt. Bei beiden Rundfahrten schied er allerdings vorzeitig aus.
1956 stürzte er auf der sechsten Etappe der DDR-Rundfahrt von Halle nach Gotha bei einem Massensturz nach 16 Kilometern und starb noch am Unfallort. Das Grab von Erich Schulz befindet sich auf dem Friedhof der Laurentiusgemeinde in Berlin-Köpenick. Am 14. April 1957 wurde an der Unfallstelle▼ in der Gemarkung Höhnstedt an der Straße von Halle nach Eisleben zwischen Langenbogen und Rollsdorf (zwischen den Kilometersteinen 17,3 und 17,4) ein Gedenkstein aus Granit für Erich Schulz enthüllt. Die Inschrift des Denkmals lautet: „hier verunglückte am 11. Juli 1956 Meister des Sports Erich Schulz auf der DDR-Rundfahrt“.
Viele DDR-Radsportler wie Gustav-Adolf Schur und Georg Stoltze bezeichneten Schulz als ihr Vorbild. Von 1957 bis 1990 wurde das Erich-Schulz-Gedenkrennen auf der Strecke Berlin–Angermünde–Berlin 32-mal ausgetragen und in den letzten Jahren auf der Strecke Berlin-Bad Freienwalde-Berlin wiederbelebt. Das Radsportmuseum Course de la Paix in Kleinmühlingen erinnert mit Exponaten an Erich Schulz.

## Berufliches
Erich Schulz war in einer Brauerei in Berlin-Köpenick als Qualitätskontrolleur tätig.